# Rectoria (Cardedeu)
La Rectoria és una obra del municipi de Cardedeu (Vallès Oriental) protegida com a bé cultural d'interès local.

## Descripció
Situada fora del recinte antic de la vila hi ha una antiga casa de pagès, l'anomenada Rectoria. Consta de planta baixa, pis i golfa, està coberta a dues vessants amb teula àrab. La façana plana és asimètrica, amb el portal d'arc de mig punt dovellat de grans dovelles. Al primer pis hi ha un balcó de llinda plana; presenta altres tipus de finestres, una d'elles a la planta baixa, imitant el portal de mig punt dovellat. A la part nord hi ha una finestra molt vella, amb motllures d'estil gòtic.

## Història
En el plànol de Cardedeu del 1777 s'ubica fora del que era el nucli urbà en aquell moment. És possible que fos una masia abans de convertir-se en rectoria, però al segle xviii ja tenia aquest ús. Com d'altres edificis religiosos, va ser confiscada per l'Ajuntament de Cardedeu a l'inici de la Guerra Civil (1936-1939). El novembre de 1936 va ser seu del POUM i el març de 1937 la va ocupar la Creu Roja. Aquestes ocupacions van fer malbé l'edifici en general i el mobiliari en particular. Quan es va acabar la guerra, la Rectoria va ser restituïda a la parròquia i ha mantingut el seu ús fins avui.